# Amphoe Mueang Lampang

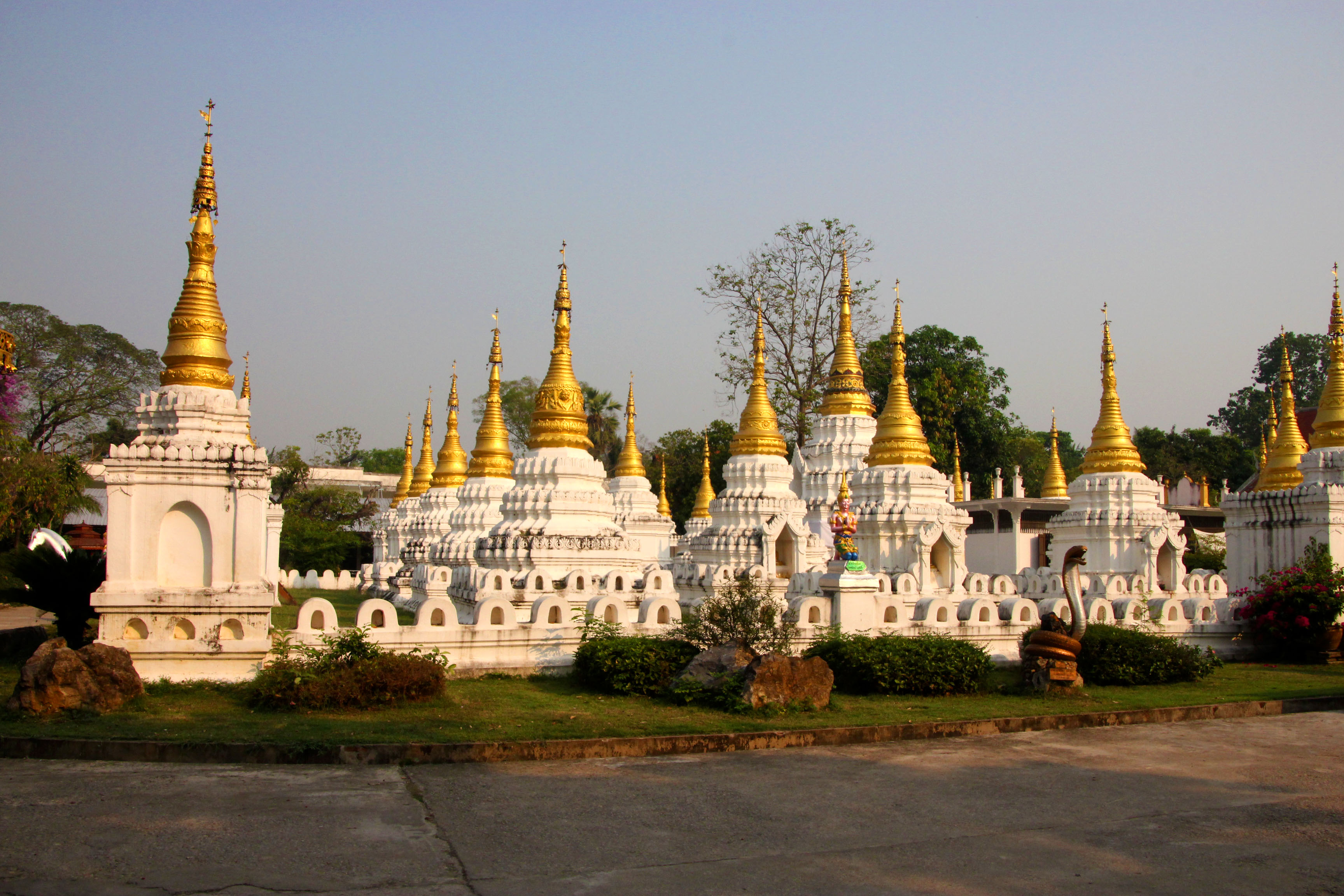
Wat Phra Chedi Sao Lang

Amphoe Mueang Lampang (Thai: อำเภอ เมืองลำปาง, Aussprache: ʔāmpʰɤ̄ː mɯ̄aŋ lām.pāːŋ) ist ein Landkreis (Amphoe – Verwaltungs-Distrikt) in der Provinz Lampang. Die Provinz Lampang liegt in der Nordregion von Thailand. Die Hauptstadt der Provinz Lampang heißt ebenfalls Lampang.

## Geographie
Lampang liegt etwa 100 Kilometer südöstlich von Chiang Mai in einer weiten Ebene des Maenam Wang, die Entfernung zur Hauptstadt Bangkok beträgt ungefähr 600 Kilometer. 
Benachbarte Distrikte (von Norden im Uhrzeigersinn): die Amphoe Mueang Pan, Chae Hom, Mae Mo, Mae Tha, Ko Kha und Hang Chat der Provinz Lampang, Amphoe Mae Tha der Provinz Lamphun sowie Amphoe Mae On der Provinz Chiang Mai.

## Ausbildung
In Amphoe Mueang Lampang befindet sich die Rajabhat-Universität Lampang sowie ein Nebencampus der Technischen Universität Rajamangala Lanna.

## Verwaltung

### Provinzverwaltung
Der Landkreis Mueang Lampang ist in 19 Tambon („Unterbezirke“ oder „Gemeinden“) eingeteilt, die sich weiter in 183 Muban („Dörfer“) unterteilen.
| Nr. | Name             | Thai      | Muban | Einw.  |
| --- | ---------------- | --------- | ----- | ------ |
| 01. | Wiang Nuea       | เวียงเหนือ  | 0-    | 11.161 |
| 02. | Hua Wiang        | หัวเวียง    | 0-    | 07.585 |
| 03. | Suan Dok         | สวนดอก    | 0-    | 04.891 |
| 04. | Sop Tui          | สบตุ๋ย      | 0-    | 13.990 |
| 05. | Phra Bat         | พระบาท    | 08    | 22.092 |
| 06. | Chomphu          | ชมพู       | 14    | 26.299 |
| 07. | Kluai Phae       | กล้วยแพะ   | 06    | 09.398 |
| 08. | Pong Saen Thong  | ปงแสนทอง  | 11    | 17.725 |
| 09. | Ban Laeng        | บ้านแลง    | 12    | 06.797 |
| 10. | Ban Sadet        | บ้านเสด็จ   | 17    | 10.872 |
| 11. | Phichai          | พิชัย       | 17    | 24.308 |
| 12. | Thung Fai        | ทุ่งฝาย     | 10    | 07.886 |
| 13. | Ban Ueam         | บ้านเอื้อม   | 15    | 10.190 |
| 14. | Ban Pao          | บ้านเป้า    | 12    | 06.812 |
| 15. | Ban Kha          | บ้านค่า     | 08    | 05.676 |
| 16. | Bo Haeo          | บ่อแฮ้ว     | 17    | 19.396 |
| 17. | Ton Thong Chai   | ต้นธงชัย    | 13    | 15.957 |
| 18. | Nikhom Phatthana | นิคมพัฒนา   | 14    | 05.190 |
| 19. | Bunnak Phatthana | บุญนาคพัฒนา | 09    | 05.044 |

### Lokalverwaltung
Es gibt eine Kommune mit „Großstadt“-Status (Thesaban Nakhon) im Landkreis:
- Lampang (Thai: เทศบาลนครลำปาง) bestehend aus den kompletten Tambon Wiang Nuea, Hua Wiang, Suan Dok, Sop Tui und den Teilen der Tambon Phra Bat, Chomphu, Phichai, Bo Haeo.

Es gibt zwei Kommunen mit „Stadt“-Status (Thesaban Mueang) im Landkreis:
- Khelang Nakhon (Thai: เทศบาลเมืองเขลางค์นคร) bestehend aus den kompletten Tambon Kluai Phae, Pong Saen Thong und den Teilen der Tambon Phra Bat, Chomphu.
- Phichai (Thai: เทศบาลเมืองพิชัย) bestehend aus Teilen des Tambon Phichai.

Es gibt zwei Kommunen mit „Kleinstadt“-Status (Thesaban Tambon) im Landkreis:
- Ton Thong Chai (Thai: เทศบาลตำบลต้นธงชัย) bestehend aus dem kompletten Tambon Ton Thong Chai.
- Bo Haeo (Thai: เทศบาลตำบลบ่อแฮ้ว) bestehend aus Teilen des Tambon Bo Haeo.

Außerdem gibt es zehn „Tambon-Verwaltungsorganisationen“ (องค์การบริหารส่วนตำบล – Tambon Administrative Organizations, TAO)
- Ban Laeng (Thai: องค์การบริหารส่วนตำบลบ้านแลง) bestehend aus dem kompletten Tambon Ban Laeng.
- Ban Sadet (Thai: องค์การบริหารส่วนตำบลบ้านเสด็จ) bestehend aus dem kompletten Tambon Ban Sadet.
- Phichai (Thai: องค์การบริหารส่วนตำบลพิชัย) bestehend aus Teilen des Tambon Phichai.
- Thung Fai (Thai: องค์การบริหารส่วนตำบลทุ่งฝาย) bestehend aus dem kompletten Tambon Thung Fai.
- Ban Ueam (Thai: องค์การบริหารส่วนตำบลบ้านเอื้อม) bestehend aus dem kompletten Tambon Ban Ueam.
- Ban Pao (Thai: องค์การบริหารส่วนตำบลบ้านเป้า) bestehend aus dem kompletten Tambon Ban Pao.
- Ban Kha (Thai: องค์การบริหารส่วนตำบลบ้านค่า) bestehend aus dem kompletten Tambon Ban Kha.
- Bo Haeo (Thai: องค์การบริหารส่วนตำบลบ่อแฮ้ว) bestehend aus Teilen des Tambon Bo Haeo.
- Nikhom Phatthana (Thai: องค์การบริหารส่วนตำบลนิคมพัฒนา) bestehend aus dem kompletten Tambon Nikhom Phatthana.
- Bunnak Phatthana (Thai: องค์การบริหารส่วนตำบลบุญนาคพัฒนา) bestehend aus dem kompletten Tambon Bunnak Phatthana.